# Municipio de Spring Valley (Ohio)
El municipio de Spring Valley (en inglés: Spring Valley Township) es un municipio ubicado en el condado de Greene en el estado estadounidense de Ohio. En el año 2010 tenía una población de 2581 habitantes y una densidad poblacional de 28,81 personas por km².

## Geografía
El municipio de Spring Valley se encuentra ubicado en las coordenadas 39°36′51″N 83°59′4″O / 39.61417, -83.98444. Según la Oficina del Censo de los Estados Unidos, el municipio tiene una superficie total de 89.58 km², de la cual 88,81 km² corresponden a tierra firme y (0,86 %) 0,77 km² es agua.

## Demografía
Según el censo de 2010, había 2581 personas residiendo en el municipio de Spring Valley. La densidad de población era de 28,81 hab./km². De los 2581 habitantes, el municipio de Spring Valley estaba compuesto por el 96,94 % blancos, el 0,66 % eran afroamericanos, el 0,15 % eran amerindios, el 0,35 % eran asiáticos, el 0,23 % eran de otras razas y el 1,67 % eran de una mezcla de razas. Del total de la población el 0,5 % eran hispanos o latinos de cualquier raza.